# Hey Joe
Hey Joe je americká lidová píseň, která vypráví příběh muže na útěku plánujícího se vydat do Mexika poté, co zastřelil svou ženu. Existuje několik nároků na autorství této písně, avšak jde pravděpodobně o tradiční lidovou píseň bez známého autora. Nejranější známá nahrávka písně je singl z roku 1965 garage rockové skupiny The Leaves. Jedna z nejznámějších nahrávek je verze z roku 1966 od skupiny The Jimi Hendrix Experience, která byla zároveň jejich debutový singl. Mezi další umělce, kteří nahráli tuto skladbu, jsou The Byrds, Deep Purple, Cher, Patti Smith, Body Count, Led Zeppelin a další.
česká coververze
Pod názvem „Hej, Joe“ s textem Libora Křístka ji v roce 1979 nahrála Věra Špinarová.